# 達恩-阿克塞爾·扎加杜
达恩-阿克塞尔·扎加杜（法語：Dan-Axel Zagadou；1999年6月3日—），科特迪瓦裔法國職業足球員，司職中後衛或左後衛。現效力於德甲球隊史特加。

## 俱樂部生涯

### 早年生涯
扎加杜於1999年6月3日出生於法國馬恩河谷省克雷泰伊，父母皆為科特迪瓦血統。在2011年以12歲之齡加入巴黎聖日耳門的青年軍前，他曾在其家鄉球隊克雷泰伊的少年梯隊訓練。扎加杜之後在PSG的青年軍逗留了五個賽季，並在2016年獲擢升至預備隊前在法國全國乙組聯賽出場9次。

### 多特蒙德
2017年6月5日，扎加杜自由轉會至德甲球隊多特蒙德，雙方簽訂為期五年的合約。同年8月5日，他在對上拜仁慕尼黑的德國超級盃比賽中為「大黃蜂」上陣，惜球隊在點球大戰時敗下陣來。兩星期後，扎加杜正選代替受傷的马塞尔·施梅尔策，首次在德甲賽場亮相，助球隊以3–0大勝沃尔夫斯堡。10月28日，他攻入其聯賽首球，但亦同時在59分鐘被紅牌罰下，令球隊以1–3不敵漢諾威。
2019年8月，多蒙特在德國超級盃決賽以兩球淨勝衛冕冠軍拜仁慕尼黑，扎加杜亦因此贏得其第一座冠軍。自11月起，他與曼努埃尔·阿坎吉一起鎮守「大黃蜂」的中路，並在2019–20賽季中出賽22場，其中僅有6場全失三分。但扎加杜在2020年5月中旬受肌肉韌帶拉傷影響，在隨後大部分時間皆無法上陣。2021年5月13日，他隨隊獲得2020–21年德國足協盃。

## 國家隊生涯
扎加杜有資格代表法國和科特迪瓦，而他較為偏向為後者效力，其在U16至U21青年國家隊階段皆代表法國，並在2016年隨法國U17參加歐洲U-17足球錦標賽，惜他們在小組賽錄得一平兩負，早早出局。在2019年國際足總U-20世界盃上，扎加杜擔任法國U20的隊長，出賽3場且攻進1球，最終他們在十六強被美國U20淘汰。

## 生涯數據
最後更新：2021年3月13日
| 俱樂部   | 球季     | 聯賽     | 聯賽 | 聯賽 | 盃賽 | 盃賽 | 州際賽 | 州際賽 | 其他 | 其他 | 總計 | 總計 |
| 俱樂部   | 球季     | 聯賽     | 上陣 | 進球 | 上陣 | 進球 | 上陣   | 進球   | 上陣 | 進球 | 上陣 | 進球 |
| -------- | -------- | -------- | ---- | ---- | ---- | ---- | ------ | ------ | ---- | ---- | ---- | ---- |
| 多特蒙德 | 2017–18  | 德甲     | 11   | 1    | 1    | 0    | 3      | 0      | 1    | 0    | 16   | 1    |
| 多特蒙德 | 2018–19  | 德甲     | 17   | 2    | 1    | 0    | 4      | 0      | —    | —    | 22   | 2    |
| 多特蒙德 | 2019–20  | 德甲     | 15   | 1    | 2    | 0    | 5      | 0      | 0    | 0    | 22   | 1    |
| 多特蒙德 | 2020–21  | 德甲     | 9    | 0    | 2    | 0    | 2      | 0      | 0    | 0    | 13   | 0    |
| 多特蒙德 | 總計     | 總計     | 52   | 4    | 6    | 0    | 14     | 0      | 1    | 0    | 73   | 4    |
| 生涯總計 | 生涯總計 | 生涯總計 | 52   | 4    | 6    | 0    | 14     | 0      | 1    | 0    | 73   | 4    |

1. ↑  2場歐冠，1場歐霸
2. ↑  德國超級盃
3. 1 2 3  歐冠

## 榮譽
多特蒙德
- 德國足協盃：2020–21
- 德國超級盃：2019

## 外部連結
- France profile （页面存档备份，存于） at FFF
- Dan-Axel Zagadou （页面存档备份，存于） on Borussia Dortmund's official website
- worldfootball.net：達恩-阿克塞爾·扎加杜之統計數據 （英文）
- Soccerway資料庫：達恩-阿克塞爾·扎加杜